# Адельман, Рик
Ричард Леонард «Рик» Адельман (англ. Richard Leonard "Rick" Adelman; родился 16 июня 1946 года в Линвуде, штат Калифорния, США) — американский профессиональный баскетболист и тренер. За свою долгую тренерскую карьеру в Национальной баскетбольной ассоциации (НБА) он работал главным тренером клубов «Портленд Трэйл Блэйзерс», «Голден Стэйт Уорриорз», «Сакраменто Кингз», «Хьюстон Рокетс» и «Миннесота Тимбервулвз». Член баскетбольного зала славы с 2021 года.

## Игровая карьера
Адельман Родился в Линвуде, Калифорния и выступал за баскетбольную команду университета Лойола в Лос-Анджелесе. Он был выбран на драфте НБА 1968 года в 7 раунде клубом «Сан-Диего Рокетс». После двух сезонов за Рокетс, Адельман был выбран на драфте расширения 1970 году клубом Портленд Трэйл Блэйзерс, где и провёл последующие три сезона. Он также выступал за клубы Чикаго Буллз Нью-Орлеан Джаз и Канзас-Сити-Омаха Кингз. В 1975 году он закончил игровую карьеру.

## Тренерская карьера
С 1977 по 1983 год Адельман тренировал команду колледжа Чемекета из города Сейлем (штат Орегон), после чего был нанят «Портленд Трэйл Блэйзерс» в качестве ассистента главного тренера. Когда тренер «Трэйл Блэйзерс» Джек Рэмси был уволен, а его место занял Майк Шулер в 1986 году, Адельман сумел сохранить своё место. В 1989 году Шулер был уволен с занимаемой должности, а Адельман стал исполняющим обязанности главного тренера. После того, как он вывел команду в плей-офф, руководство клуба наняло его на постоянной основе.
В последующих трёх сезонах Адельман дважды выводил команду в финал в 1990 и 1992 годах, где проиграл «Детройту Пистонс» и «Чикаго Буллз», а также в финал Западной конференции в 1991 году. После окончания сезона 1993/94 Адельман был уволен с занимаемой должности.
В 1995 году Адельман стал главным тренером «Голден Стэйт Уорриорз». Однако на новом месте он не смог повторить успех предыдущей команды и через два года был уволен.
В 1998 году он был нанят клубом «Сакраменто Кингз». Под его руководством «Кингз» стали одной из самых успешных команд Западной конференции и каждый год выходили в плей-офф. В 2002 году «Кингз» заняли первое место в Западной конференции и легко прошли своих соперников в первых двух раундах плей-офф, однако затем в 7 матчевой игре уступили «Лос-Анджелес Лейкерс». В своем последнем сезоне с «Кингз», Адельман вывел команду в плей-офф с 8 места, однако уступил «Сан-Антонио Спёрс» в 6 играх. 9 мая 2006 года руководство клуба объявило, что контракт с Адельманом по окончании сезона не будет продлён. После ухода Адельмана «Кингз» ни разу больше не выходили в плей-офф.
18 мая 2007 года «Хьюстон Рокетс» подписал контракт с Адельманом, который заменил Джеффа Ван Ганди. Под руководством Адельмана «Рокетс» с января по март 2008 года одержали 22 победы подряд, что стало второй по продолжительности беспроигрышной серией в истории НБА. Сезон 2008/09 «Рокетс» закончили на 5 месте в Западной конференции. В плей-офф клуб потерял одного из лидеров команды Трэйси Макгрэди из-за травмы. Несмотря на это, «Рокетс» победили «Трэйл Блэйзерс» в 6 играх и впервые с 1997 года вышли в полуфинал Западной конференции. В серии против «Лос-Анджелес Лейкерс» центровой «Рокетс» Яо Мин получил травму в третьей игре. Таким образом ослабленные «Рокетс» были вынуждены уступить «Лейкерс».
24 марта 2008 года Адельман в игре против «Сакраменто Кингз» одержал 800 победу в своей карьере.
18 апреля 2011 года газета Houston Chronicle сообщила, что «Рокетс» не будут продлевать с ним контракт.
13 сентября 2011 года «Миннесота Тимбервулвз» наняли Адельмана на пост главного тренера.
6 апреля 2013 года Адельман одержал 1000-ю победу в тренерской карьере в матче против «Детройт Пистонс», став, таким образом, лишь 8-м тренером в истории лиги, кому покорился этот результат. Для достижения этой отметки Адельману понадобилось 24 года, 1 месяц и 11 дней с 26 февраля 1989, когда состоялась его первая победа в роли главного тренера команды «Портленд Трэйл Блэйзерс».

## Статистика

### Статистика в НБА
| Сезон                                                                                    | Команда          | Регулярный сезон | Регулярный сезон | Регулярный сезон | Регулярный сезон | Регулярный сезон | Регулярный сезон | Регулярный сезон | Регулярный сезон | Регулярный сезон | Регулярный сезон | Регулярный сезон | Серия плей-офф | Серия плей-офф | Серия плей-офф | Серия плей-офф | Серия плей-офф | Серия плей-офф | Серия плей-офф | Серия плей-офф | Серия плей-офф | Серия плей-офф | Серия плей-офф |
| Сезон                                                                                    | Команда          | GP               | GS               | MPG              | FG%              | 3P%              | FT%              | RPG              | APG              | SPG              | BPG              | PPG              | GP             | GS             | MPG            | FG%            | 3P%            | FT%            | RPG            | APG            | SPG            | BPG            | PPG            |
| ---------------------------------------------------------------------------------------- | ---------------- | ---------------- | ---------------- | ---------------- | ---------------- | ---------------- | ---------------- | ---------------- | ---------------- | ---------------- | ---------------- | ---------------- | -------------- | -------------- | -------------- | -------------- | -------------- | -------------- | -------------- | -------------- | -------------- | -------------- | -------------- |
| 1968/69                                                                                  | Сан-Диего Рокетс | 77               | -                | 18,8             | 39,4             | -                | 64,2             | 2,8              | 3,1              | -                | -                | 6,3              | 6              | -              | 31,2           | 45,3           | -              | 59,5           | 2,5            | 4,8            | -              | -              | 11,7           |
| 1969/70                                                                                  | Сан-Диего Рокетс | 35               | -                | 20,5             | 38,9             | -                | 74,7             | 2,3              | 3,2              | -                | -                | 7,4              | Не участвовал  | Не участвовал  | Не участвовал  | Не участвовал  | Не участвовал  | Не участвовал  | Не участвовал  | Не участвовал  | Не участвовал  | Не участвовал  | Не участвовал  |
| 1970/71                                                                                  | Портленд         | 81               | -                | 28,4             | 42,2             | -                | 72,4             | 3,5              | 4,7              | -                | -                | 12,6             | Не участвовал  | Не участвовал  | Не участвовал  | Не участвовал  | Не участвовал  | Не участвовал  | Не участвовал  | Не участвовал  | Не участвовал  | Не участвовал  | Не участвовал  |
| 1971/72                                                                                  | Портленд         | 80               | -                | 30,6             | 43,7             | -                | 75,1             | 2,9              | 5,2              | -                | -                | 10,1             | Не участвовал  | Не участвовал  | Не участвовал  | Не участвовал  | Не участвовал  | Не участвовал  | Не участвовал  | Не участвовал  | Не участвовал  | Не участвовал  | Не участвовал  |
| 1972/73                                                                                  | Портленд         | 76               | -                | 24,0             | 40,8             | -                | 71,6             | 2,1              | 3,9              | -                | -                | 6,6              | Не участвовал  | Не участвовал  | Не участвовал  | Не участвовал  | Не участвовал  | Не участвовал  | Не участвовал  | Не участвовал  | Не участвовал  | Не участвовал  | Не участвовал  |
| 1973/74                                                                                  | Чикаго           | 55               | -                | 11,2             | 37,6             | -                | 71,1             | 1,3              | 1,0              | 0,7              | 0,0              | 3,3              | 9              | -              | 12,0           | 47,1           | -              | 63,6           | 1,1            | 0,8            | 0,8            | 0,0            | 4,3            |
| 1974/75                                                                                  | Чикаго           | 12               | -                | 28,3             | 41,3             | -                | 71,8             | 2,2              | 2,9              | 1,3              | 0,1              | 9,5              | Не участвовал  | Не участвовал  | Не участвовал  | Не участвовал  | Не участвовал  | Не участвовал  | Не участвовал  | Не участвовал  | Не участвовал  | Не участвовал  | Не участвовал  |
| 1974/75                                                                                  | Нью-Орлеан Джаз  | 28               | -                | 21,9             | 42,1             | -                | 69,5             | 2,0              | 2,5              | 1,7              | 0,2              | 6,3              | Не участвовал  | Не участвовал  | Не участвовал  | Не участвовал  | Не участвовал  | Не участвовал  | Не участвовал  | Не участвовал  | Не участвовал  | Не участвовал  | Не участвовал  |
| 1974/75                                                                                  | Канзас-Сити      | 18               | -                | 6,7              | 46,4             | -                | 80,0             | 0,8              | 0,4              | 0,4              | 0,1              | 1,7              | 6              | -              | 5,7            | 33,3           | -              | 75,0           | 0,3            | 0,5            | 0,2            | 0,0            | 2,0            |
|                                                                                          | Всего            | 462              | -                | 22,6             | 41,5             | -                | 71,3             | 2,4              | 3,5              | 0,9              | 0,1              | 7,7              | 21             | -              | 15,7           | 44,8           | -              | 62,5           | 1,3            | 1,9            | 0,5            | 0,0            | 5,8            |
| Наведите курсор мыши на аббревиатуры в заголовке таблицы, чтобы прочесть их расшифровку. |                  |                  |                  |                  |                  |                  |                  |                  |                  |                  |                  |                  |                |                |                |                |                |                |                |                |                |                |                |